# Hidayət Heydərov
Hidayət Heydərov (Karaganda, 27 luglio 1997) è un judoka azero.

## Palmarès
- Giochi olimpici

Parigi 2024: oro nei 73 kg.
- Campionati mondiali di judo

Baku 2018: bronzo nei 73kg.
Tokyo 2019: bronzo nei 73kg.
Tashkent 2022: bronzo nei 73kg.
Abu Dhabi 2024: oro nei 73kg.
- Europei

Varsavia 2017: oro nei 73kg;
Tel Aviv 2018: argento nei -73kg;
Sofia 2022: oro nei 73kg;
Montpellier 2023: oro nei 73kg;
Zagabria 2024: oro nei 73kg;
- Giochi europei

Minsk 2019: bronzo nei -73kg.
- Universiadi

Napoli 2019: argento nei -73kg e bronzo in squadra.
- Giochi della solidarietà islamica

Baku 2017: oro nella gara a squadre.
- Campionati europei under 23:

Bratislava 2015: bronzo nei -73kg;
Tel Aviv 2016: oro nei -73kg.
- Campionati mondiali juniores

Abu Dhabi 2015: bronzo nei -66kg.
- Campionati europei juniores

Malaga 2016: oro nei -73kg;
Maribor 2017: oro nei -73kg.
- Campionati europei cadetti

Tallin 2013: oro nei -60kg;
Atene 2014: oro nei -66kg.